# Tomopisthes
Tomopisthes – rodzaj pająków z rodziny motaczowatych.
Rodzaj ten opisany został w 1884 roku przez E. Simona, który gatunkiem typowym wyznaczył Tomopisthes immanis (synonim T. horrenda).
Pająki te mają ciała ubarwione kryptycznie: ciemne z szarawymi i brązowymi łatkami, co maskuje je na korze drzew i porostach. Szczękoczułki mają z 3 ząbkami na przedniej i 2 na tylnej krawędzi. Nogogłaszczki samca z krótkim i grubym embolusem, rozciągającym się od nasieniowodu po apofizę medialną trójkątnym elementem zesklerotyzowanym oraz wyposażone w konduktor pierwotny. Szeroko oddzielony błoniastym paskiem od przedniej krawędzi tegulum konduktor wtórny ma na wierzchołku części przednio-bocznej regularnie rozmieszczone, skierowane w tył grube ząbki. U samicy duża kieszeń przednia epigyne zajmuje prawie całe pole środkowe i sięga prawie do przedniego brzegu bruzdy epigastralnej.
Motaczowate te zasiedlają lasy południowego Chile i Argentyny.
Należy tu 5 opisanych gatunków:
- Tomopisthes horrendus (Nicolet, 1849)
- Tomopisthes puconensis (Ramírez, 2003)
- Tomopisthes pusillus (Nicolet, 1849)
- Tomopisthes tullgreni Simon, 1905
- Tomopisthes varius Simon, 1884